# 中国人民解放军海军现役舰艇列表
本列表收录了中国人民解放军海军现役舰艇。包含退役及规划建造舰艇的详尽列表请参考中国人民解放军海军舰艇列表。

## 小型战斗舰艇列表

### 反潜护卫艇
后续型号部分职能由056A型轻型反潜护卫舰取代。

### 导弹护卫艇
后续型号部分职能由056A型轻型护卫舰取代。